# Libertas
Libertas – rzymskie uosobienie (personifikacja) wolności.
Nierzadko uważana za bóstwo, w istocie „abstrakcja polityczna”, która nie miała własnego mitu.
Jej kult popularny był wśród plebsu pozbawionego praw obywatelskich, dlatego w miejscu jego zgromadzeń na Awentynie poświęcono w 238 p.n.e. jej siedzibę. 
Na rewersach monet rzymskich przedstawiana z pileusem i berłem, niekiedy jako tronująca z berłem i gałęzią palmową. 